# セリーノ
セリーノ（伊: Serino）は、イタリア共和国カンパニア州アヴェッリーノ県にある、人口約7,000人の基礎自治体（コムーネ）。

## 地理

### 位置・広がり

#### 隣接コムーネ
隣接するコムーネは以下の通り。括弧内のSAはサレルノ県所属を示す。
- アイエッロ・デル・サーバト
- カルヴァーニコ (SA)
- ジッフォーニ・ヴァッレ・ピアーナ (SA)
- モンテッラ
- サン・ミケーレ・ディ・セリーノ
- サンタ・ルチーア・ディ・セリーノ
- サント・ステーファノ・デル・ソーレ
- ソロフラ
- ヴォルトゥラーラ・イルピーナ

## 行政

### 分離集落
セリーノには、以下の分離集落（フラツィオーネ）がある。
- San Giuseppe, San Biagio, Strada, Grimaldi, San Sossio, Troiani, Guanni, Casancino, Ribottoli, San Gaetano, Fontanelle, Sala, Doganavecchia, Raiano, San Giacomo, Ponte, Ferrari, Cretazzo, Pescarole, Canale, Toppole, Ogliara